# Лалитпур (район)
Лалитпур (непальск. ललितपुर जिल्ला) — один из 75 районов Непала. Входит в состав зоны Багмати, которая, в свою очередь, входит в состав Центрального региона страны. Административный центр — город Лалитпур.
Граничит с районом Катманду (на западе и северо-западе), районом Бхактапур (на северо-востоке), районом Каврепаланчок (на востоке) и районом Макванпур зоны Нараяни (на юге). Площадь района составляет 385 км².
Население по данным переписи 2011 года составляет 468 132 человека, из них 238 082 мужчины и 230 050 женщин. По данным переписи 2001 года население насчитывало 337 785 человек. 73,53 % населения исповедуют индуизм; 19,27 % — буддизм; 5,02 % — христианство и 0,66 % — ислам.